# Перигор

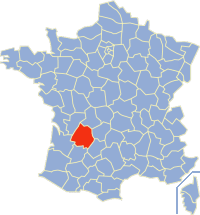
Французский департамент Дордонь

Периго́р (фр. Périgord) — исторический и культурный регион на юго-западе Франции, известный своей кухней, мягким климатом и богатым историческим наследием. Перигор получил своё название от кельтского племени петрокориев (Petrocorii или Petragorici), чья столица стала городом Перигё.
В средневековье на этой территории находилось графство Перигорское. За контроль над графством, расположенном на границе между Францией и английскими владениями в Аквитании, велись кровопролитные войны, пока в 1607 году оно не было окончательно присоединено к Франции королём Генрихом IV вместе с другими владениями королевства Наварра.

## География

### Расположение
Регион охватывает французский департамент Дордонь, который находится в регионе Аквитания, занимающем весь юго-запад Франции. В состав исторического Перигора входили также часть департамента Ло-и-Гаронна и небольшие части департаментов Ло и Коррез.
Территория Перигора пересечена многочисленными речками, из которых наибольшая Дордонь, давшая название образованному позднее департаменту; тем не менее жители Дордони до сих пор продолжают называть себя перигорцами (фр. périgourdins).

### Ландшафт
Территорию Перигора, которая лежит в границах Дордони, сейчас разделяют на несколько ландшафтных областей, «цветные» названия которым были даны частично из исторических соображений, а также с целью развития туризма.
- Зелёный Перигор (Périgord Vert) занимает холмистую, богатую лесами местность на севере, которая своим влажным дождевым климатом больше напоминает соседний Лимузе́н.
- Белый Перигор (Périgord Blanc) представляет собой широкую ленту, которая бежит с запада на восток через центр департамента из его столицы Перигё. Название связано с известняковым плато, которое находится по обеим сторонам от плодородной долины реки Иль.
- Чёрный Перигор (Périgord Noir) находится на юго-востоке. Крупнейший город — Сарла-ла-Канеда. Здесь растут густые леса дубов и пиний.
- Пурпурный Перигор (Périgord Pourpre) на юго-западе около города Бержерак — район виноградарства и виноделия. Марка вина «перигорское пурпурное» зарегистрирована в 1970 году.

Границы между ландшафтными областями не обозначены, но считается, что они соответствуют четырём округам департамента Дордонь. С давних пор выделяли только Белый и Чёрный Перигор, район около города Перигё иногда называ.n Центральным Перигором. Иногда выделяют и другие ландшафтные регионы: Нонтроне́ (окрестности города Нонтрон на севере), Риберакуа́ (окрестности города Риберак на северо-западе), Бержеракуа́ (окрестности Бержерака на юго-западе), Сарладе́ (местность около Сарла-ла-Канеда на северо-востоке). Центральную известняковую долину также называют Коссе́.

### Геология и рельеф
Местность постепенно поднимается с юго-запада на северо-восток. Самая низкая точка региона — 8 м над уровнем моря — находится ниже по течению Дордони от Бержерака, на границе с департаментом Жиронда. Наивысшая точка — 480 м над уровнем моря — на северо-востоке вблизи средневековой крепости Веллекур на границе с Лимузеном. Таким образом, Перигор является переходной зоной от Аквитанского Бассейна к Центральному Массиву, гранитная основа которого составляет северо-восточные окрестности Перигора. Сложенные юрскими известняками долины центральной части Перигора находятся на высоте приблизительно 200 м над уровнем моря. В известняках прорезают глубокие долины реки Иль, Дордонь, Дронна и Везе́р, а также там находятся многочисленные пещеры; некоторые из них сохраняют следы пребывания людей каменного века. Далее на запад по обоим берегам реки Иль лежат каменистые пустоши, созданные ледниковыми отложениями: северная часть называется Дубль, южная — Ланде́. Эти пустоши, на которых находятся многочисленные мелкие озера, лежат на высоте примерно 150 м над уровнем моря, они не плодородны и непригодны для хозяйственной деятельности. Ещё ниже лежат долины рек в нижнем их течении, а также местность на крайнем юге и северо-западе, где Перигору принадлежат небольшие участки рек (соответственно) Дро и Шаранты.

### Климат
Перигор лежит в зоне влияния западных ветров, которые дуют с Атлантики. Климат здесь умеренный с средним уровнем осадков, которые выпадают преимущественно зимой. Лето здесь долгое и теплое, однако также довольно влажное, здесь не бывает регулярных периодов летней засухи. Средняя температура января 3,5 °C, июля — 21,5 °C, разница в средних температурах в Бержераке на юге и около подножья Центрального Массива на севере составляет около 4 °C. Самая низкая температура −22 °C наблюдалась на северо-западе, самая высокая, 42 °C — в Бержераке. Изредка вследствие стечения неблагоприятных погодных условий может наблюдаться непродолжительная засуха или случаются поздние заморозки.

## История

### Древнейшие времена и античность
Уже 30 000 лет назад люди каменного века населяли пещеры Ласко́ и Кро-Маньон, которые до сих пор сохраняют следы их присутствия и образцы наскальной живописи. Пещера Кро-Маньон и дала название подвиду Homo Sapiens, к которому принадлежит все современное человечество — кроманьонцам. Кроме того, великолепные образцы наскальной живописи сохраняет пещера Руффиньяк. От региона происходит название перигорской археологической культуры.
С древнейших времен территория Перигора входила в состав кельтской Галлии. После захвата Галлии римлянами Перигор вошёл в состав римской провинции Аквитания; при распаде Римской империи он был завоёван франками.

### Средневековье

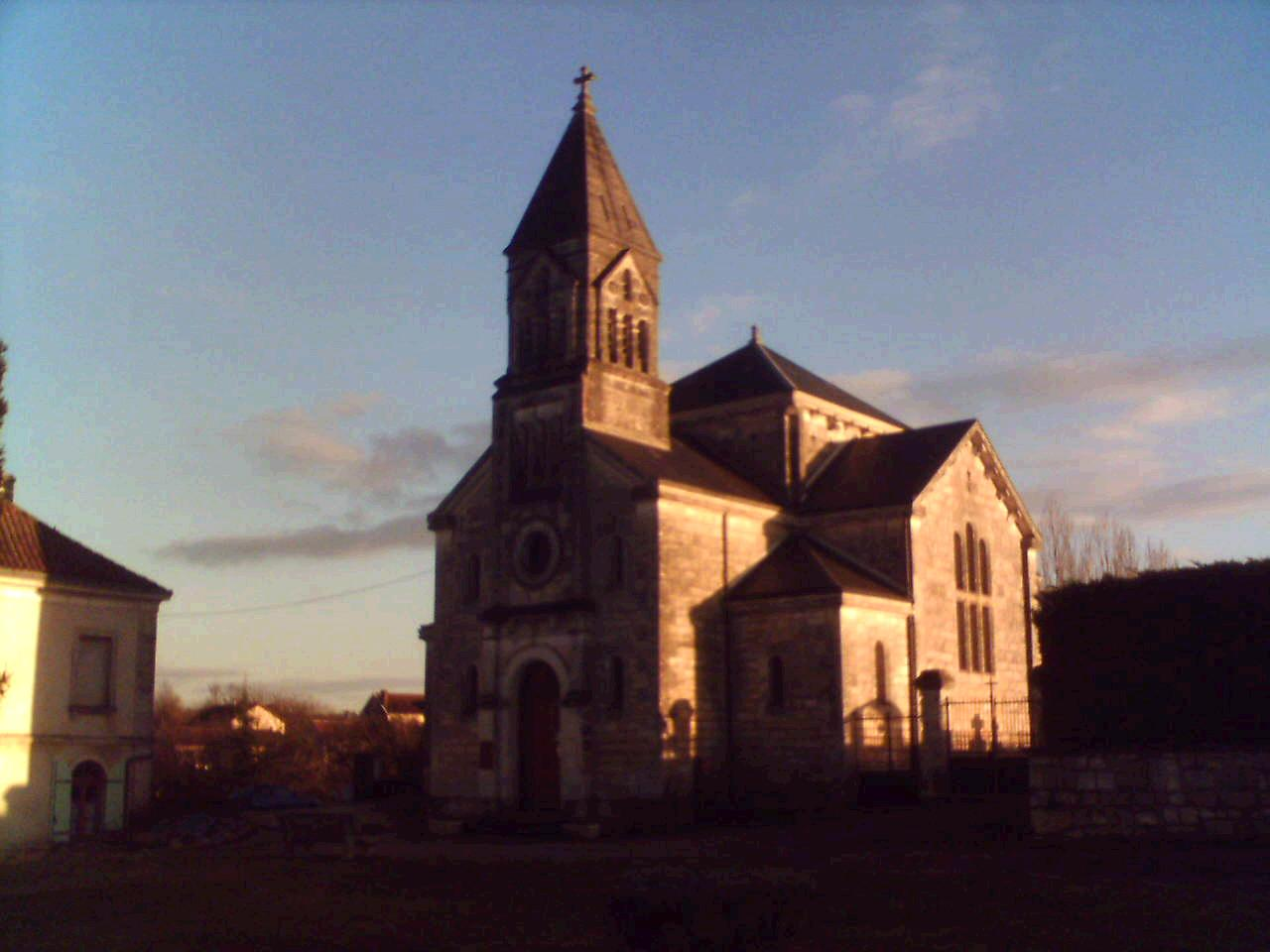
Романская церковь в Лигво́ (Белый Перигор)

В 866 году было основано Перигорское графство, которое, в свою очередь, было отдано в лен четырём баронам. После бракосочетания Элеоноры Аквитанской с английским королём Генрихом II Плантагенетом в 1152 году Перигор вместе со всем юго-западом Франции более чем на 300 лет находился в ленном владении английских королей. К тому времени и так не очень влиятельное в политическом отношении, под английским контролем графство пришло в ещё больший упадок, превратившись в арену соперничества между государствами и находясь под управлением слабых и нерешительных правителей. Во время Столетней войны (1337—1453) линия противостояния проходила просто через Перигор, в связи с чем по местным селам проходило масштабное спланированное строительство укрепленных усадеб (фр. bastide) и церквей. Именно Перигор считается центром распространения романского стиля в архитектуре.
Уже начиная с 1204 года отдельные части Перигора начали возвращаться под власть французского короля; активная борьба за Перигор между англичанами и французами началась в 1259 году и продолжалась во время Столетней войны. Постепенно французы получили преимущество и вынудили англичан отступить на юго-запад. Битва при Кастийоне, которая завершила Столетнюю войну и вынудила англичан окончательно покинуть юго-запад Франции, проходила в границах Перигора, на южной его окраине на берегу Дордони, около городка Ламот-Монтравель.
Религиозные конфликты во время Реформации разделили Перигор на две части: Перигё остался верным католической церкви, тогда как Бержерак присоединился к реформационному движению. Дальнейшая эскалация конфликта привела к резне гугенотов.
Ещё в 1470 году Перигор перешёл под власть дома Альбре и со временем был унаследован и присоединен к владениям наваррской короны. В 1589 году, когда наваррский король Генрих III взошёл на французский престол (под именем Генриха IV) как основатель династии Бурбонов, Перигор был окончательно присоединен к Франции. В XVIII веке Перигор был включен в состав провинции Гиень и подчинен Бордо.

### Новое время
Несмотря на междоусобицы и смуты, в XVI в. Перигор переживает период расцвета, связанный с бурным развитием трансатлантической торговли. Регион, богатый природными ресурсами, такими как древесина и железо, а также продуктами сельского хозяйства (из которых в то время важнейшим было вино), значительно окреп в экономическом, культурном и духовном отношении. Мишель де Монтень, бургомистр Бордо, и Жан де ла Бети входили в плеяду значительнейших литературных деятелей и философов своего времени. Пышно оформленные дома буржуа, построенные в то время, до сих пор украшают улицы Перигё и Сарла-ла-Канеди. На время ренессанса и барокко приходится также строительство большинства местных за́мков и поместий, благодаря которым Перигор был назван «Землёй тысячи замков» (интересно, что точное число перигорских замков составляет 1001).
После Великой Французской революции Перигору в 1790 году было разрешено выйти из подчинения Бордо и создать отдельный департамент, функции столицы которого должны были исполнять по очереди крупные города региона. Департамент был создан почти в границах старого графства, только на юге и востоке некоторые территории были переданы другим департаментам, вместо которых были присоединены некоторые земли на севере. Однако в том же году центральное правительство решило переименовать департамент в Дордонь и определить постоянной резиденцией префектуры город Перигё.
Индустриализация прошла в Перигоре поздно и проходила медленно и имела весьма ограниченное влияние; регион как бы впал в длительную экономическую летаргию. К тому же местные виноградники были поражены филлоксерой и почти полностью ею уничтожены. С этого начался период общего хозяйственного упадка, последствия которого в регионе окончательно не преодолены даже сегодня. Одним из последствий стало массовое переселение крестьян в города и эмиграция в другие страны; сейчас в департаменте Дордонь живёт меньше людей, чем в 1800 году. С новейшего времени эту тенденцию удалось частично преодолеть за счет развития туризма, которому благоприятствует отсутствие в Перигоре тяжелой промышленности и, вследствие этого, здоровая экология. Сегодня покинутые или разрушенные усадьбы, крестьянские дома, мельницы и замки часто приобретают иностранцы с целью после ремонта использовать их как место летнего отдыха или даже постоянного проживания. Основную часть иностранных землевладельцев составляют англичане, но много голландцев и немцев также проявляют интерес к приобретению недвижимости в этой пасторальной местности.

## Население

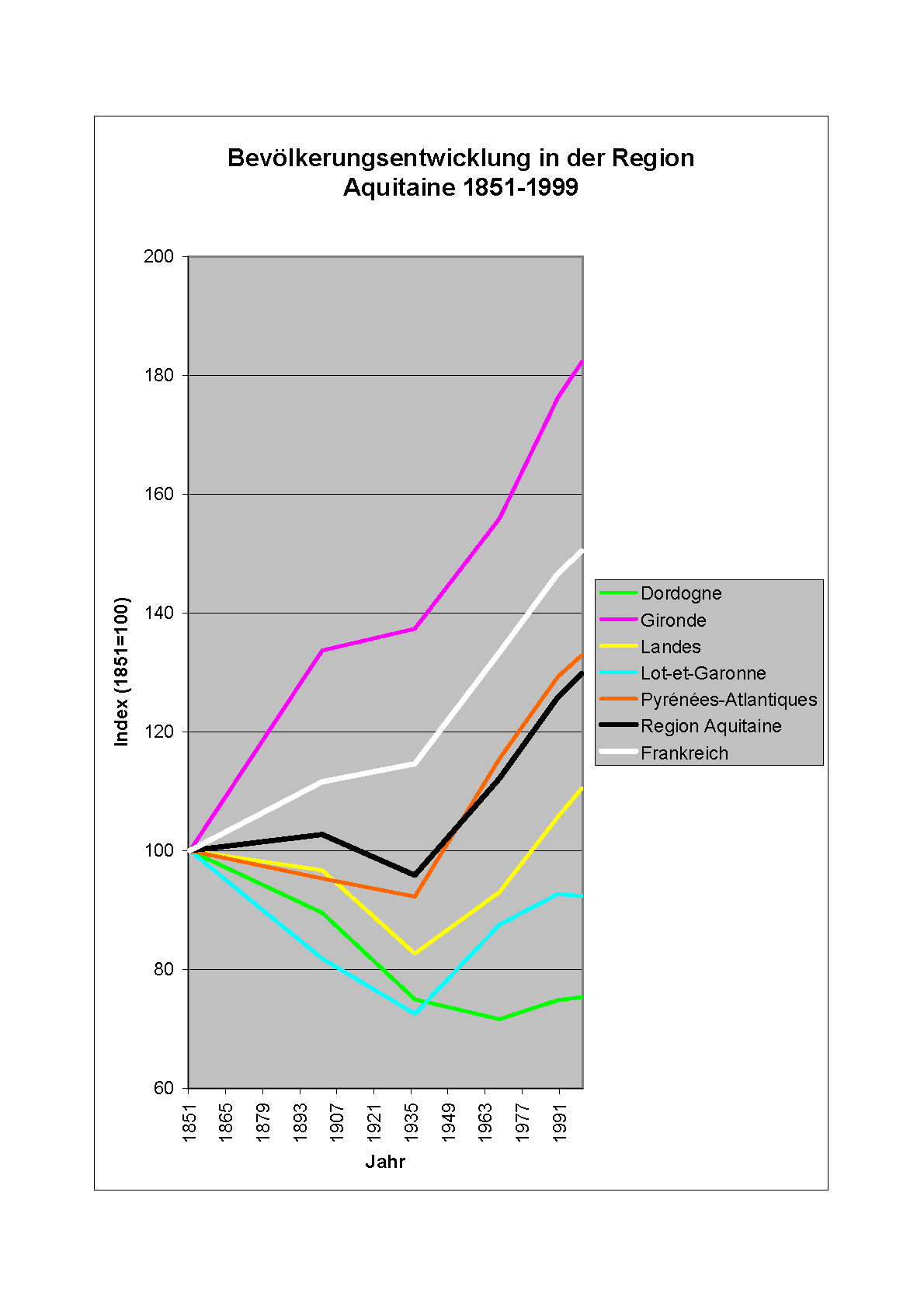
В сравнении с другими департаментами Аквитании население Перигора (департамент Дордонь, зелёная кривая) на протяжении последних 150 лет уменьшилось более всего

Перигорцы до сегодняшнего дня сохраняют традиции сельской жизни и гордятся ними. Традиционными качествами перигорцев считают гостеприимство и открытость, а также трудолюбие и энергичность, и такая точка зрения полностью обоснована, что подтверждает быстрое развитие в регионе туристической индустрии.
Национальное самосознание перигорцев как французов сформировалось довольно поздно — идея французского национального государства, укреплённая общностью взглядов, возникла только после Великой Французской революции. Именно тогда зародилась централизованная бюрократия, которая начала форсированное внедрение в повседневную жизнь французского языка. Эта тенденция была значительно усилена введением в 1871 обязательного общего образования, и сейчас почти все перигорцы говорят на стандартном французском языке. Раньше на диалектах французского разговаривали только в некоторых городах на крайнем западе, остальной Перигор пользовался окситанским (провансальским) языком. На трёх диалектах провансальского языка и сейчас говорят кое-где в сельской местности, но, хотя в последнее время среди перигорцев наблюдается возрождение интереса к языку предков, провансальский язык в Перигоре находится под угрозой исчезновения.

### Структура населения
Как и другие преимущественно сельские регионы Франции Перигор страдает от эмиграции и недостаточного развития инфраструктуры. Вследствие этого население сельских областей за пределами городских агломераций постепенно стареет и почти не имеет естественного прироста. По этническому составу население Перигора гомогенно, процент иммигрантов незначительный и становится заметным только при учёте иностранцев, которые приезжают в Перигор только на часть года. Среди приезжающих из других регионов Франции наиболее многочисленны переселенцы из Эльзаса и Бретани; в 1962—1964 годах здесь также расселялись беженцы из Алжира.

### Демографическая динамика
Население Перигора, как и большинства других преимущественно сельских регионов Франции, постепенно уменьшалось на протяжении XIX и XX веков; только начиная с 1990 года начали наблюдаться обратные тенденции. При этом наибольшие потери населения были в пограничных областях: наибольшая эмиграция шла из северных и северо-восточных окраин Перигора. Некоторые кантоны на протяжении 80 лет с 1921 по 1999 фактически обезлюдели, утратив до двух третей своего населения. На протяжении этого же периода население сёл остальной части Перигора уменьшилось на 20-60 процентов. В то же время несколько увеличилось население пригородных зон Перигё и Бержерака, экономически активные зоны вдоль автострад национального значения и в долинах рек, а также некоторые меньшие городские центры, такие как Сарла-ла-Канеда и Террасон.

## Политика
Политические предпочтения перигорцев имеют многочисленные особенности, типичные для населения французского юго-запада.
Политический либерализм имеет традиционно мощную поддержку по всему юго-западу страны. Частично эта традиция связана с периодом экономического расцвета XVIII в., который стал последствием введения политики свободной торговли. Историческим примером городского либерализма также является фракция жирондистов, которая во время Великой французской революции отстаивала права человека и гражданские права, либерализм в хозяйственных вопросах, свободу предпринимательства и защиту частной собственности. Начало этих тенденций можно проследить ещё дальше в прошлом, в период Реформации, когда на юго-западе Франции существовали многочисленные влиятельные гугенотские общины с собственным самоуправлением.
В XX в. Перигор стал местом основания Радикальной партии (фр. Parti Radical), которая объединила сторонников либеральных взглядов. На протяжении своей истории партия неоднократно переживала расколы, и сейчас существвует под названием Партии левых радикалов (Parti Radical de gauche), объединяя либеральные политические силы с левой стороны политического спектра. Союз за французскую демократию (Union pour la démocratie française), праволиберальная партия, которая в прошлом откололась от неё, также получает в Перигоре традиционно большое количество голосов.
Население юго-запада гордится местными традициями толерантности и открытости. Об этом постоянно свидетельствуют результаты выборов; партия Национальный фронт никогда не получала здесь более 10 % голосов, тогда как в целом по стране её поддержка достигает 20 %.
Вследствие крестьянско-аграрного состава местной экономики в Перигоре также традиционно имела хорошую поддержку Коммунистическая партия, которая находила среди мелких землевладельцев и сельскохозяйственных работников своих настоящих сторонников. Однако сейчас за коммунистов в Перигоре обычно подаётся голосов не больше, чем в среднем по стране, и он теряет своё прежнее значение выборной вотчины ФКП.
Юго-запад, и с ним Перигор, были также местом рождения многочисленных мелких и совсем крохотных партий, из которых наиболее интересна партия ШПНТ (фр. CPNT — chasse, pêche, nature, tradition, то есть «охота, рыбалка, природа, традиции»). Эта партия провозглашает своей целью исключительно защиту интересов охотников и рыболовов, позиционирует себя как «партия протеста» и в качестве таковой способна оттягивать на себя довольно значительный выборный потенциал: на последних выборах в Европарламент она получила 7 % голосов.
Вследствие разнообразия политического спектра в Перигоре, как и на национальном уровне, партии вынуждены вступать в выборные альянсы. Как правило, на парламентских выборах и на выборах депутатов городских советов большинство получают представители умеренно левых партий. Однако политические силы распределены по Перигору неравномерно: Перигё десятилетиями является оплотом консерваторов, тогда как в Бержераке имеют большую поддержку социалисты.

## Религия
Свыше 90 % населения Перигора — католики. Протестантские общины, которые со времен Реформации имели особенно большое влияние на юге Перигора, сейчас редки и немногочисленны, и не играют в общественной жизни заметной роли. В передместьях Перигё и Бержерака, где наибольшая концентрация иммигрантов, кое-где заметно влияние ислама. В конце XX в. около Сарла-ла-Канеда была основана буддистская община, которая насчитывает несколько сотен членов.

## Экономика

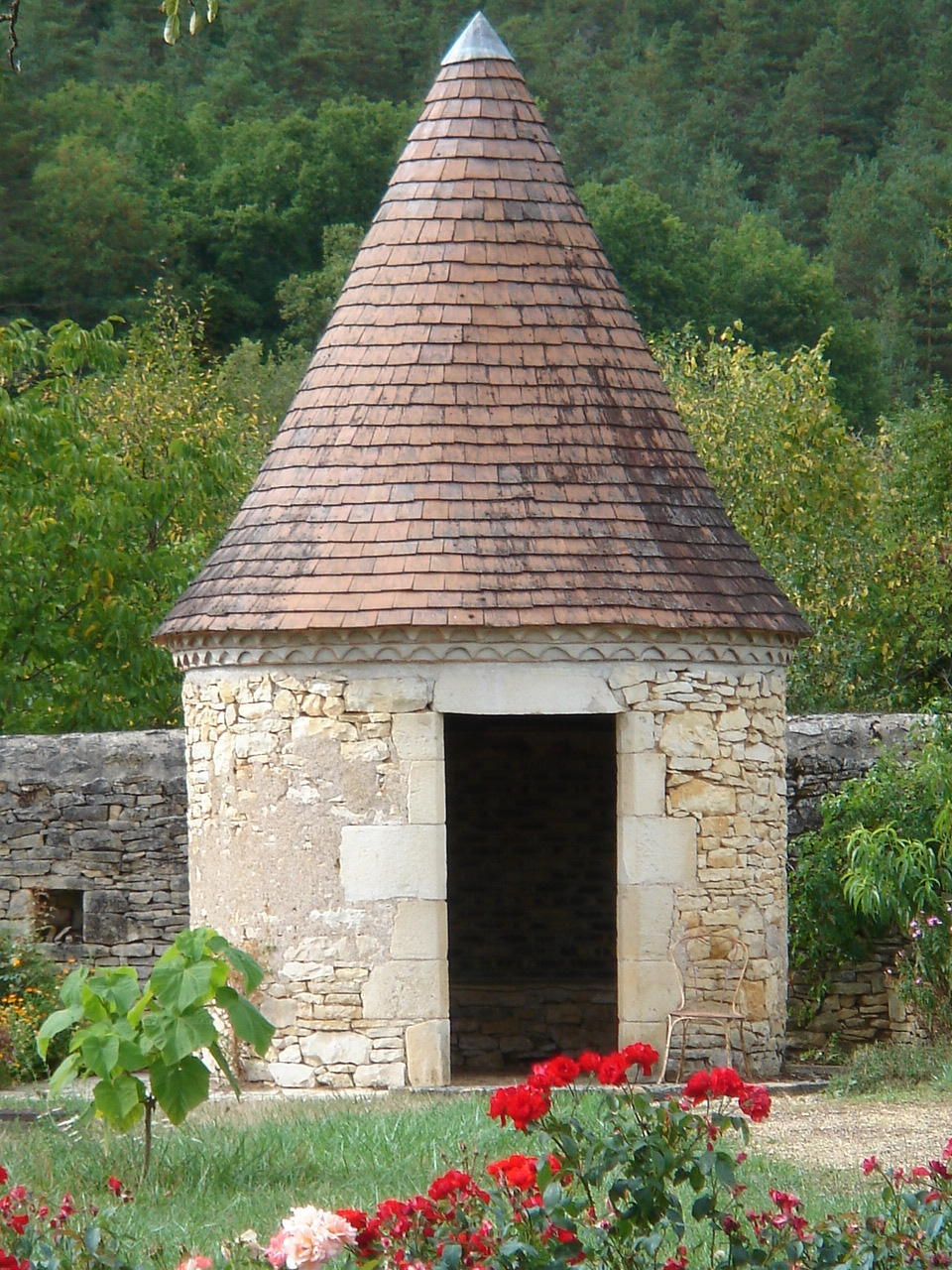
Borie, традиционный дом из тесаного камня, характерный для юга Франции

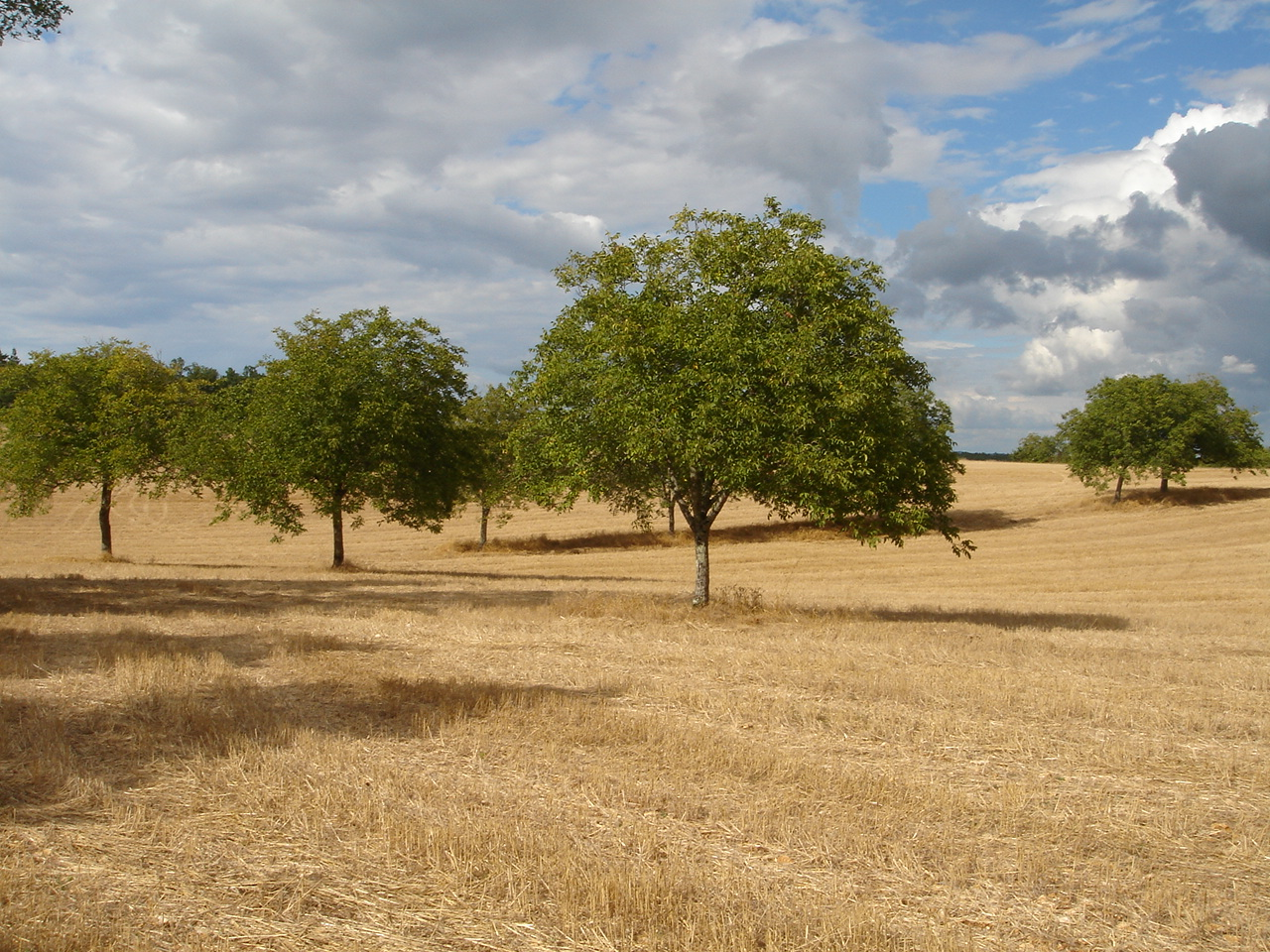
Ореховые деревья в Белом Перигоре

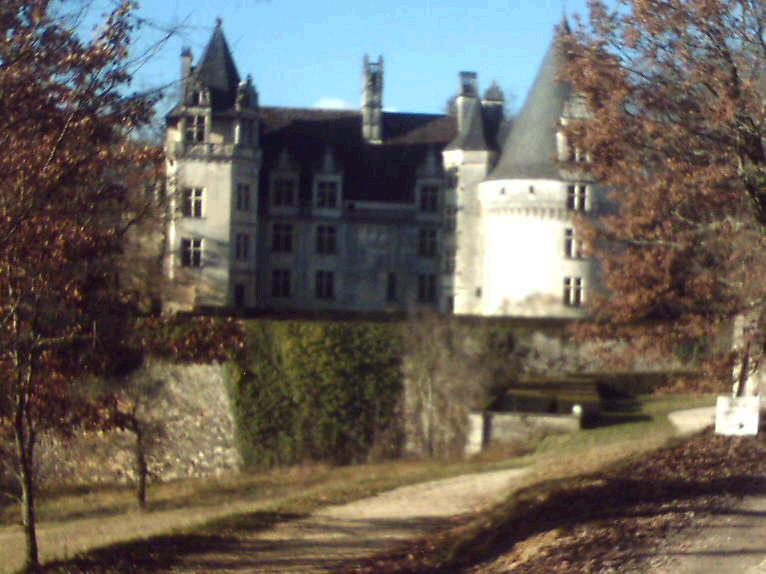
Замок Пуйгилем — один из главных туристических памятников Перигора

### Сельское хозяйство
За исключением нескольких индустриальных центров Перигор — преимущественно сельскохозяйственная область. Процент занятых в аграрном секторе и сегодня значительно превышает средний уровень по стране. На севере в основном распространено выращивание кукурузы, овощей, а также скотоводство; на юге основой экономики является виноделие и выращивание табака. Вино из окрестностей Бержерака имеет собственные марочные названия, среди прочих бержеракское сухое (Bergerac Sec), пешарман (Pécharmant, сухое крепленое красное и белое вино) и монбазильяк (Monbazillac, сладкое белое вино, похожее на ликёр). Широко известны перигорские трюфели, но местные белые грибы и лисички также весьма популярны. Распространены плантации греческих орехов, из которых, часто с использованием традиционных технологий и оборудования, выжимают высококачественное ореховое масло. Другим известным местным деликатесом является гусиная печень фуа-гра, которая экспортируется по всему миру (хотя сегодня она производится не только в Перигоре, но также в других местах, в частности в Израиле).
Большое значение имеет также лесное хозяйство, поскольку леса покрывают почти половину территории Перигора. Местные дубы, пинии и каштаны дают сырьё для разнообразных деревообрабатывающих предприятий.

### Промышленность
Основой местной тяжелой промышленности является металлургия, которая является традиционной и существует в Перигоре со средневековья. Второе место занимает деревообрабатывающая промышленность, в частности производство мебели. Процветающая в прошлом обувная промышленность смогла сохранить свои позиции, несмотря на глобализацию. Но важнейшую роль сегодня играет пищевая промышленность, которая специализируется на производстве всемирно известных деликатесов: фуа-гра (гусиная печень), маринованной гусятины и утятины, соусов, вин и деликатесных видов грибов, в частности трюфелей.
На известняковых плато, которые занимают всю центральную часть Перигора, работают многочисленные каменоломни. Камень используется для строительства, а также для реставрации старых зданий и для облицовывания фасадов. Местный известняк поставляется по всей Франции и за границу.

### Сфера услуг
Сектор услуг в основном направлен на цели туристической индустрии. В Перигоре работает большое количество маленьких гостиниц, которые часто расположены в исторических зданиях, а также домов отдыха, ресторанов и клубов. Большое значение в Перигоре имеет сельский туризм, но исторические города также привлекают многочисленных туристов, которые интересуются историей и культурой края, разнообразием музеев и исторических памятников.

### Структура промышленности
Перигор не имеет четко определённого центра. Центрами экономической активности являются Перигё и Бержерак, крупнейшие города края, между которыми существует известное соперничество. Административный, культурный и духовный центр Перигё в экономическом плане все больше уходит в тень Бержерака, который развивается значительно динамичнее. Городские агломерации в полной мере обеспечивают ближние окрестности, но их влияние несравнимо с притяжением расположенного неподалёку Бордо. Север края притягивается в направлении Лиможа, восток — Брив-ла-Гайарда, юг — Ажена, так как эти города легче и быстрее доступны, чем оба перигорских центра.

## Транспорт
Транспортная сеть Перигора развивалась довольно хаотично, поэтому он лежал в стороне от магистральных торговых и транспортных путей. Только в новейшее время край севера на юг пересекла автострада А20. Автострада А89, которая должна пересечь Перигор в направлении с востока на запад, по состоянию на 2005 год ещё строилась: готовый участок заканчивался в Мюссидане в 40 км на запад от Перигё и снова начинался в Брив-ла-Гайарде в департаменте Коррез.
Большие города связаны железной дорогой, однако магистральные железнодорожные пути опять же проходят в стороне от Перигора. Планы строительства скоростной железной дороги Бордо—Лион, которая должна пройти через Перигор, столкнулись с активным сопротивлением со стороны местных жителей.
Речное судоходство по Дордони и Илю сейчас уже не имеет никакого экономического значения и обслуживает исключительно туристическую и развлекательную индустрию.
На протяжении последних лет наблюдается увеличение количества рейсов, которые обслуживает городской аэропорт в Бержераке.

## Исторические памятники

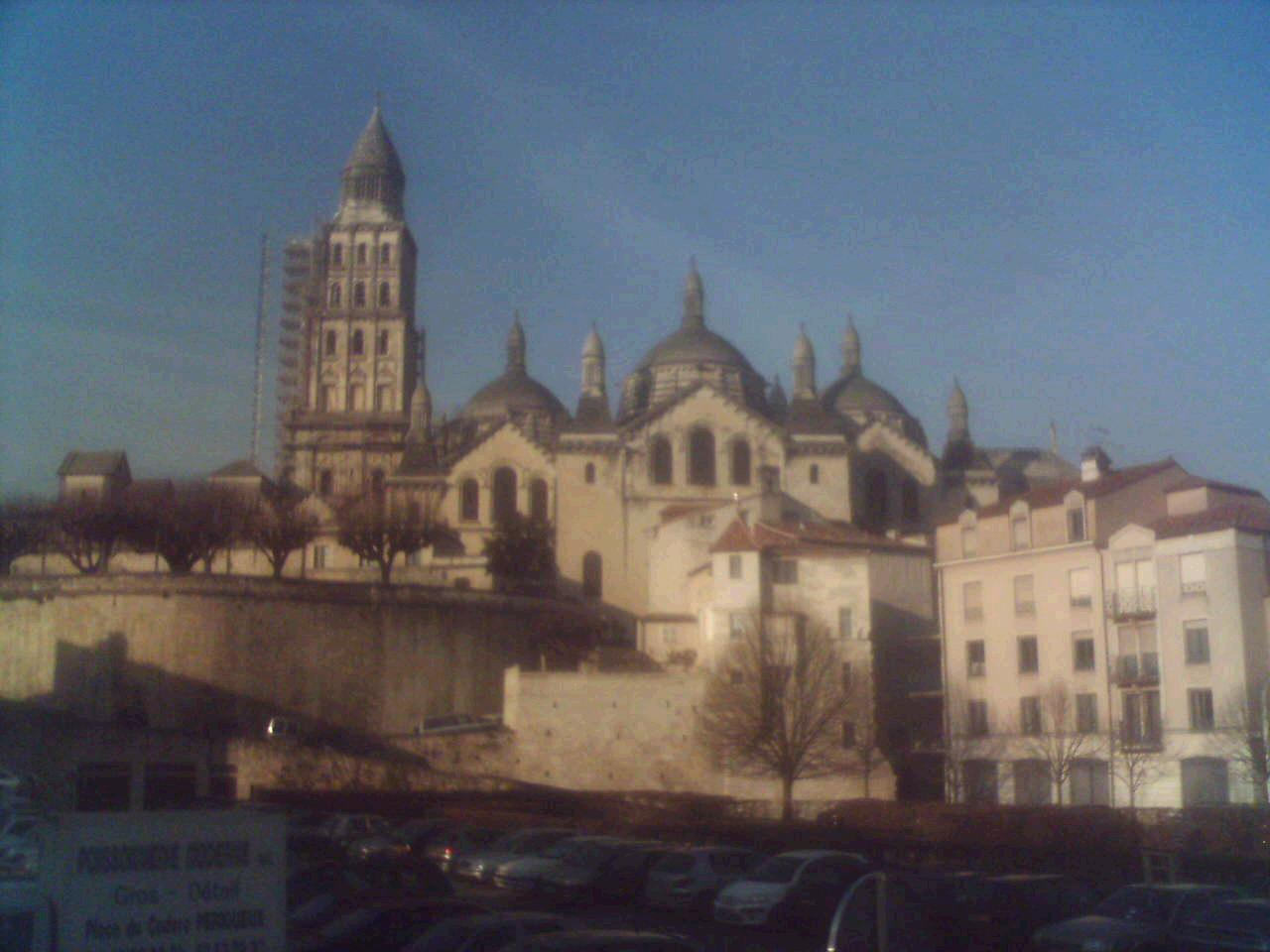
Кафедральный собор в Перигё

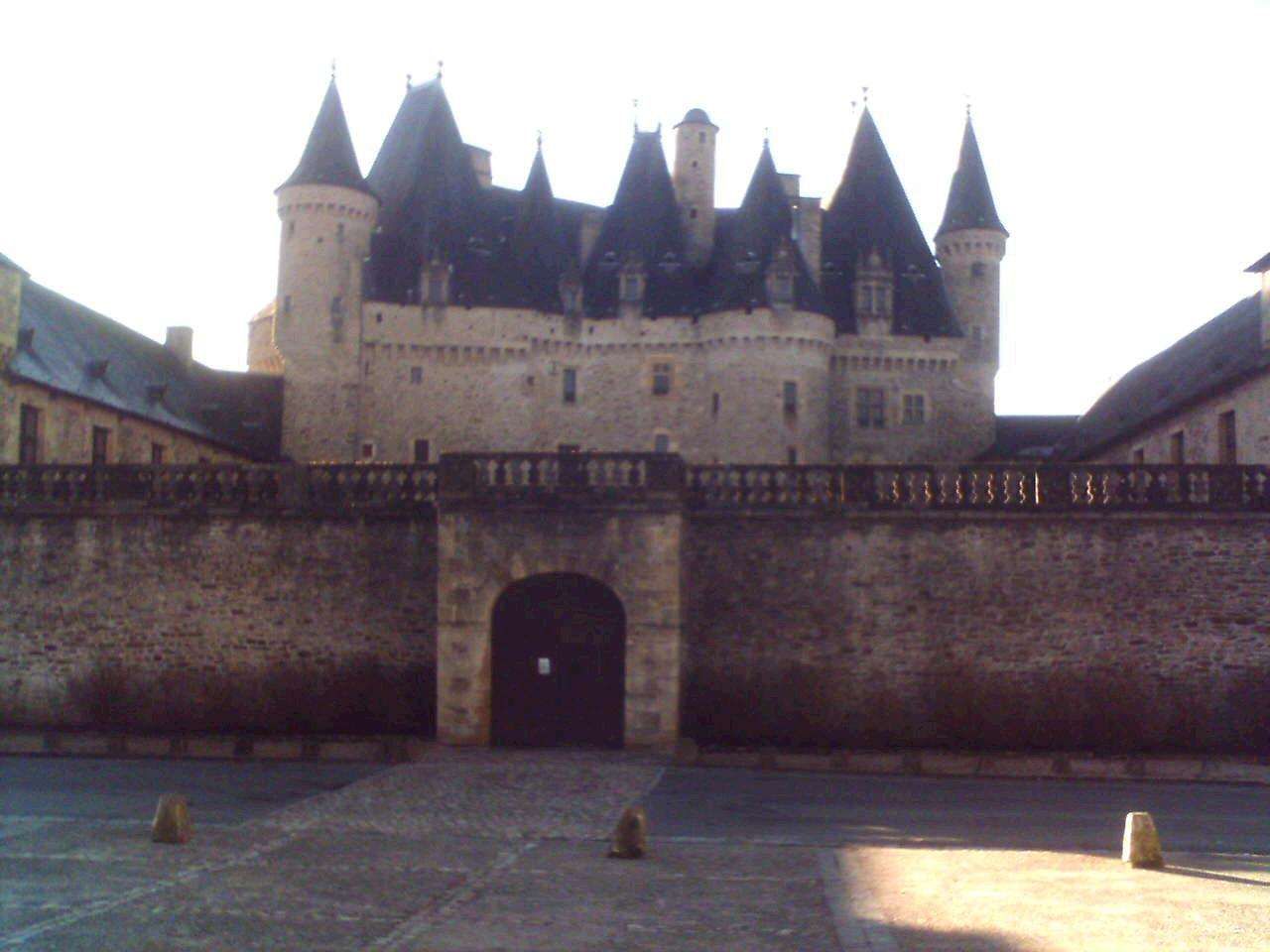
Жюмильяк-ле-Гран — один из тысячи перигорских замков

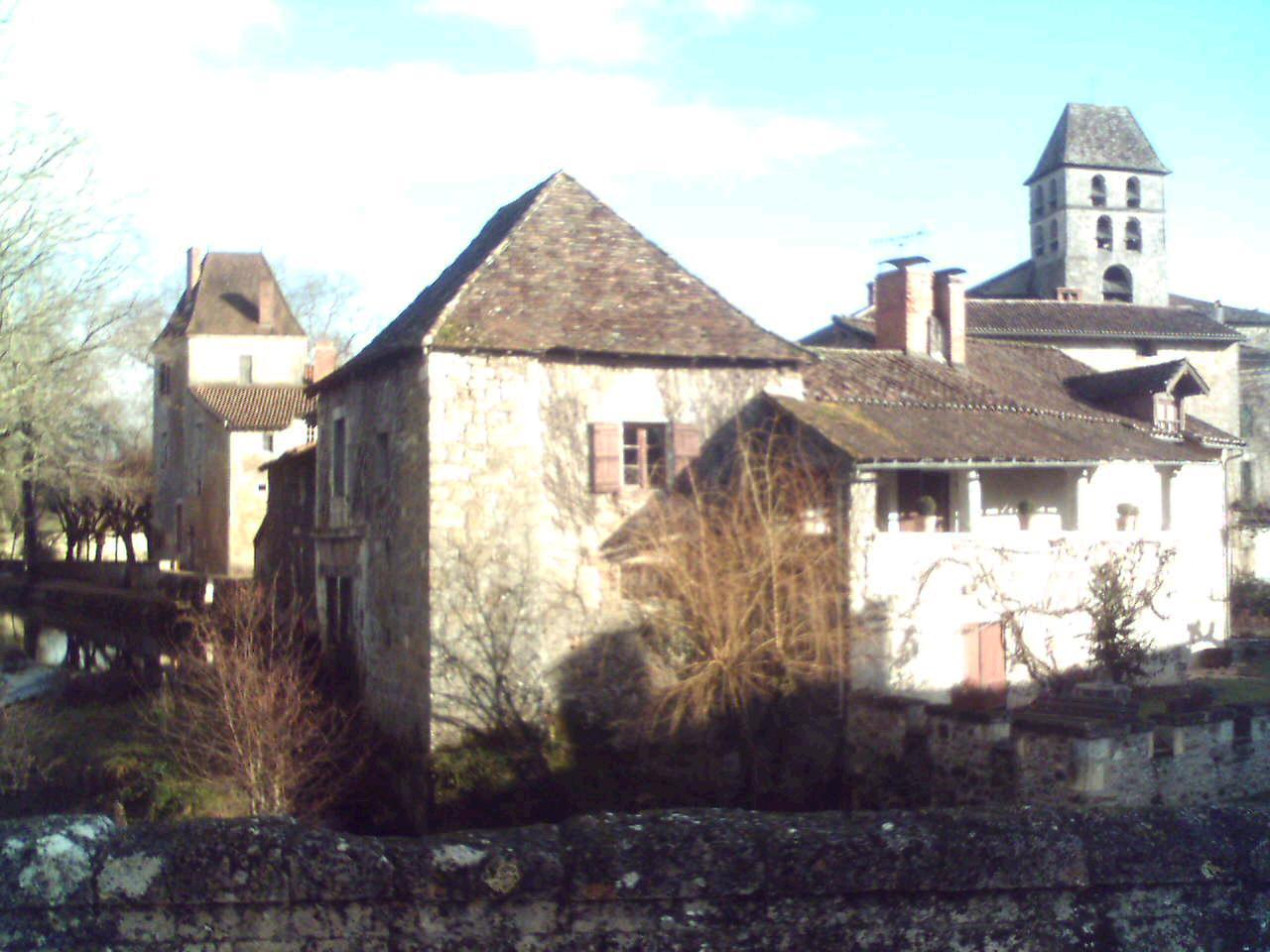
Село Сен-Жан-де-Коль в Зелёном Перигоре

Старый город Перигё считается красивейшим архитектурным ансамблем полностью исторической застройки во всей Франции. Над городом возвышается кафедральный собор Сен-Фрон, который был построен в XII в. и в XIX в. прошёл значительную реконструкцию. Его могучие романские купола высятся над лабиринтом проложенных ещё в средневековье улиц, переулков и лестниц. Кое-где сохранились остатки крепостных стен и других городских укреплений.
В Бержераке, который с архитектурной точки зрения не так интересен, существует большое количество разнообразных музеев, из которых самый известный — музей табака.
Известные археологические памятники концентрируются в долине реки Везер, с её пещерами и стоянками каменного века; археологические находки, раскопанные здесь, демонстрируются в музее первобытной истории в Лез-Эйзи-де-Тайяк. К сожалению, доступ к известнейшим археологическим памятникам в пещерах Ласко и Кро-Маньон был закрыт после того, как было замечено, что дыхание посетителей вредит наскальной живописи, но в 1980-х годах для туристов была построена полная копия этих пещер. Эти места являются центром распространения перигорской культуры верхнего палеолита.
В Зорже находится единственный в мире музей трюфелей, а в Нонтроне — музей кукол.
Сарла-ла-Канеда — небольшой городок, исторический центр которого выдержан в архитектурном стиле Ренессанса. В 1970-х годах центр города прошёл специальную реставрацию, которая была признана образцовой для позднейших подобных проектов.
Тихий и компактный исторический центр городка Брантом расположен навпротив руин большого монастыря, часть которого выдолблена в скале.
На реке Дордонь для туристов организованы сплавные маршруты на плотах и каноэ.
Также заслуживает внимание ряд перигорских замков (Офор, Монтень, Монбазильяк) и красочных сел, из которых некоторые официально включены в категорию «Прекраснейших сел Франции» (например, Сен-Жан-де-Коль вблизи Тивьера). К историческому Перигору принадлежат также замки Помпадур со знаменитым конезаводом в департаменте Коррез, и Бонагиль в департаменте Тарн-и-Гаронна, последняя из средневековых французских приграничных крепостей, которая была построена позднее других и ни одного раза не выполняла своего прямого военного назначения.